# NoScript
NoScript je doplněk prohlížečů Mozilla Firefox, Google Chrome, SeaMonkey a dalších webových prohlížečů nejen z rodiny Mozilly, který má za cíl zvýšit bezpečí uživatele. Základem jeho funkčnosti je přednastavený zákaz používání spustitelného webového obsahu ve formě například JavaScriptu, Javy a Flashe, a povolení spouštění podobného obsahu pouze pro ty stránky, pro které to uživatel výslovně povolí. Mezi další funkce patří možnost vynucování zabezpečeného připojení přes HTTPS.